# Филиппов, Лев Петрович
Лев Петро́вич Фили́ппов  — советский учёный в области теплофизики и молекулярной физики, известен результатами в области экспериментального исследования теплопроводности жидкостей и теории термодинамического подобия.

## Биография
Л. П. Филиппов родился 15 июня 1925 года в г. Москва. Его отец, Филиппов Петр Иванович, работал преподавателем химии в Станкоинструментальном институте. Он погиб в ополчении в 1941 году во время битвы за Москву. Мать работала учительницей. В 1943 году Филиппова призвали в армию, но вскоре демобилизовали из-за болезни сердца, которая впоследствии и послужила причиной его смерти. Филиппов окончил с отличием физический факультет МГУ в 1948 году и был оставлен в аспирантуре на кафедре молекулярной физики. Вся его дальнейшая жизнь была связана с этой кафедрой. В 1951 году Филиппов защитил кандидатскую диссертацию на тему «Исследование теплопроводности газов и жидкостей в области повышенных температур и давлений», а в 1969 году — докторскую диссертацию на тему «Исследование теплопроводности жидкостей». С 1952 года он работал на кафедре молекулярной физики в должности доцента. Он читал курсы: «Теория излучения», «Явления переноса» и «Физика жидкостей». Филиппов подготовил 20 кандидатов наук и опубликовал около 200 научных работ, в том числе 10 монографий.

## Научная деятельность
Научная деятельность Филиппова началась с изучения теплопроводности свойств жидкостей, чему были посвящены обе его диссертации. В своей кандидатской диссертации Филиппов подтвердил простую закономерность, установленную незадолго до этого его руководителем А. С. Предводителевым: коэффициент теплопроводности диэлектрических жидкостей пропорционален плотности в степени 4/3. Этот результат был интересен тем, что ещё в работах А. И. Бачинского было показано, что влияние температуры и давления на вязкость жидкости проявляется в той мере, в какой эти факторы влияют на её плотность. В дальнейшем Филиппов сформулировал более общую концепцию об особой роли удельного объёма при описании свойств жидкостей и неоднократно применял её на практике, в частности, в своих обобщениях свойств жидких металлов.
Филиппов одним из первых в нашей стране перешел от громоздких и инерционных методов измерения теплофизических свойств к методам периодического нагрева малых образцов с фотоэлектрической регистрацией колебаний температуры и к зондовым методам, использующим достижения современной радиофизики. Он участвовал в создании широко известного справочника по теплопроводности жидкостей и газов.
В середине 50-х годов Филиппов предложил метод описания уравнения состояния и связанных с ним свойств жидкости на основе теории термодинамического подобия. Он показал, что свойства жидкостей, относящихся к классу «простых», описываются однопараметрическим семейством уравнений состояния, причем параметр этого семейства получил название критерий подобия Филиппова А. Критерий подобия Филиппова аналогичен предложенным примерно в то же время ацентрическому фактору Питцера и параметру Риделя. Используя методологию термодинамического подобия, Филиппов разработал десятки конкретных методов расчета свойств жидкостей и газов, которые были обобщены в нескольких монографиях. Он предложил теоретически интерпретировать термодинамическое подобие как подобие потенциалов взаимодействия молекул, причем критерию подобия соответствует относительная ширина потенциала. На основе этих идей он разрабатывал эмпирические методы предсказания свойств веществ по структурной формуле молекулы, а также алгоритмы решения обратной задачи — подбора веществ с заданными свойствами.
Филиппов был одним из инициаторов и основных организаторов Всесоюзных теплофизических школ, которых при его жизни состоялось восемь (с 1971 по 1985). Он также работал редактором раздела «Физика жидкостей» в Реферативном Журнале.

## Личность и характер
Филиппов был энциклопедически образованным ученым. Обладая превосходной памятью и навыками быстрого чтения, он удивлял окружающих своими познаниями в естественных науках, особенно в области геологии, биологии и химии, коллекционировал насекомых и минералы. Он любил обобщения и говорил, что наука — это искусство классификации.

## Ученые степени и звания
- Доктор физико-математических наук с 1969 года, диссертация: «Исследование теплопроводности жидкостей»

## Награды, премии
- Премия Совета Министров СССР — 1985 за работы по теплофизике

## Книги
Лев Петрович — автор книг:
- Л. П. Филиппов. Измерение тепловых свойств твёрдых и жидких металлов при высоких температурах. — М., Изд-во МГУ, 1967, 326 с.
- Л. П. Филиппов. Исследование теплопроводности жидкостей. — М.: Изд-во МГУ, 1970. — 238 с.

- Н. Б. Варгафтик, Л. П. Филиппов, А. А. Тарзиманов, Р. П. Юрчак. Теплопроводность газов и жидкостей. — М., Изд-во стандартов, 1970, 155 с.
- Н. Б. Варгафтик, Л. П. Филиппов, А. А. Тарзиманов, Е. Е. Тоцкий. Теплопроводность жидкостей и газов. — М., Изд-во стандартов, 1978, 472 с.
- Л. П. Филиппов. Подобие свойств веществ. — М., Изд-во МГУ, 1978, 256 с.
- Л. П. Филиппов. Закон соответственных состояний. — М., Изд-во МГУ, 1983, 87 с.
- Л. П. Филиппов. Измерения теплофизических свойств методом периодического нагрева. — М., Энергоатомиздат, 1984, 104 с.
- Л. П. Филиппов. Теория термодинамического подобия. — М., Изд-во МГУ, 1985, 108 с. (учебное пособие)
- Л. П. Филиппов. Явления переноса. — М.: Изд-во МГУ, 1986. — 119 с. (учебное пособие)

- Л. П. Филиппов. Прогнозирование теплофизических свойств жидкостей и газов. — М., Энергоатомиздат, 1988, 168 с.
- Л. П. Филиппов. Свойства жидких металлов. — М., Изд-во МГУ, 1988, 113 с. (издана посмертно)
- Л. П. Филиппов. Методы расчета и прогнозирования свойств веществ. — М., Изд-во МГУ, 1988, 252 с.
- Л. П. Филиппов, В. Г. Артамонов, Е. В. Воробьева и др. Жидкие углеводороды и нефтепродукты — М., Изд-во МГУ, 1989, 190 с.
- Н. Б. Варгафтик, Л. П. Филиппов, А. А. Тарзиманов, Е. Е. Тоцкий. Справочник по теплопроводности жидкостей и газов. — М.: Энергоатомиздат, 1990. — 352 с.

## Книги (редактор)
- Теплофизические свойства жидкостей (под редакцией З. И. Геллера и Л. П. Филиппова) — М. : Наука, 1973, 158 с.
- Физика и физико-химия жидкостей, выпуск 1 (под редакцией М. И. Шахпаронова и Л. П. Филиппова) — М., Изд-во МГУ, 1972, 248 с.
- Физика и физико-химия жидкостей, выпуск 3 (под редакцией Л. П. Филиппова и М. И. Шахпаронова) — М., Изд-во МГУ, 1976, 160 с.
- Физика и физико-химия жидкостей, выпуск 4 (под редакцией Л. П. Филиппова и М. И. Шахпаронова) — М., Изд-во МГУ, 1980, 166 с.